# Ordinariato militar del Brasil
El ordinariato militar del Brasil (en portugués: Ordinariado Militar do Brasil) es una circunscripción eclesiástica de la Iglesia católica en Brasil. Se trata de un ordinariato militar latino, inmediatamente sujeto a la Santa Sede. Desde el 12 de marzo de 2022 el ordinario militar es el obispo Marcony Vinícius Ferreira.

## Territorio y organización
El ordinariato militar tiene jurisdicción personal peculiar ordinaria y propia sobre los fieles católicos militares de rito latino (y otros fieles definidos en los estatutos), incluso si se hallan fuera de las fronteras del país, pero los fieles continúan siendo feligreses también de la diócesis y parroquia de la que forman parte por razón del domicilio o del rito, pues la jurisdicción es cumulativa con el obispo del lugar. Los cuarteles y los lugares reservados a los militares están sometidos primera y principalmente a la jurisdicción del ordinario militar, y subsidiariamente a la jurisdicción del obispo diocesano cuando falta el ordinario militar o sus capellanes. El ordinariato tiene su propio clero, pero los obispos diocesanos le ceden sacerdotes para llevar adelante la tarea de capellanes militares de forma exclusiva o compartida con las diócesis. Brinda cuidado pastoral a los católicos que sirven en las Fuerzas armadas brasileñas y a sus familias.

## Historia
Fue creado como vicariato militar el 6 de noviembre de 1950 con el decreto Ad consulendum spirituali de la Sagrada Congregación Consistorial, con el primer nombramiento de vicario militar el mismo día.
Mediante la promulgación de la constitución apostólica Spirituali Militum Curae por el papa Juan Pablo II el 21 de abril de 1986 los vicariatos militares fueron renombrados como ordinariatos militares o castrenses y equiparados jurídicamente a las diócesis. Cada ordinariato militar se rige por un estatuto propio emanado de la Santa Sede y tiene a su frente un obispo ordinario nombrado por el papa teniendo en cuenta los acuerdos con los diversos Estados. 
La sede del ordinariato está localizada en la catedral militar de Santa María Reina de Paz (Catedral Militar Santa Maria dos Militares Rainha da Paz) en la ciudad de Brasilia.

## Episcopologio

### Vicarios militares
- Jaime de Barros Câmara † (6 de noviembre de 1950-9 de noviembre de 1963 renunció)
- Jose Newton de Almeida Baptista † (9 de noviembre de 1963-21 de julio de 1986 retirado)

### Ordinarios militares
- Jose Newton de Almeida Baptista † (21 de julio de 1986-31 de octubre de 1990)
- Geraldo do Espírito Santo Ávila † (31 de octubre de 1990-14 de noviembre de 2005)
- Osvino José Both (7 de junio de 2006-6 de agosto de 2014 retirado)
- Fernando José Monteiro Guimarães, C.SS.R., desde el 6 de agosto de 2014

## Estadísticas
De acuerdo al Anuario Pontificio 2020 la diócesis a fines de 2019 tenía 169 sacerdotes.
| Año                                                                             | Población            | Población | Población      | Sacerdotes | Sacerdotes    | Sacerdotes    | Bautizados por sacerdote | Diáconos permanentes | Religiosos | Religiosos | Parroquias |
| Año                                                                             | Bautizados católicos | Total     | % de católicos | Total      | Clero secular | Clero regular | Bautizados por sacerdote | Diáconos permanentes | Varones    | Mujeres    | Parroquias |
| ------------------------------------------------------------------------------- | -------------------- | --------- | -------------- | ---------- | ------------- | ------------- | ------------------------ | -------------------- | ---------- | ---------- | ---------- |
| 1999                                                                            |                      |           |                | 145        | 137           | 8             | 0                        | 5                    | 8          |            |            |
| 2000                                                                            |                      |           |                | 155        | 147           | 8             | 0                        | 5                    | 8          |            |            |
| 2001                                                                            |                      |           |                | 148        | 140           | 8             | 0                        | 5                    | 8          |            |            |
| 2002                                                                            |                      |           |                | 143        | 135           | 8             | 0                        | 5                    | 8          |            |            |
| 2003                                                                            |                      |           |                | 144        | 136           | 8             | 0                        | 5                    | 9          |            |            |
| 2004                                                                            |                      |           |                | 144        | 136           | 8             | 0                        | 5                    | 8          |            |            |
| 2013                                                                            |                      |           |                | 145        | 131           | 14            | 0                        | 47                   | 14         | 12         | 169        |
| 2016                                                                            |                      |           |                | 181        | 164           | 14            | 0                        | 74                   | 17         | 13         | 165        |
| 2019                                                                            |                      |           |                | 169        | 156           | 13            | 0                        | 91                   | 13         |            | 152        |
| Fuente: Catholic-Hierarchy, que a su vez toma los datos del Anuario Pontificio. |                      |           |                |            |               |               |                          |                      |            |            |            |